# THK-1
THK-1 – szybowiec desantowy opracowany i zbudowany przez polskich inżynierów w zakładach Türk Hava Kurumu w Turcji podczas II wojny światowej.

## Historia

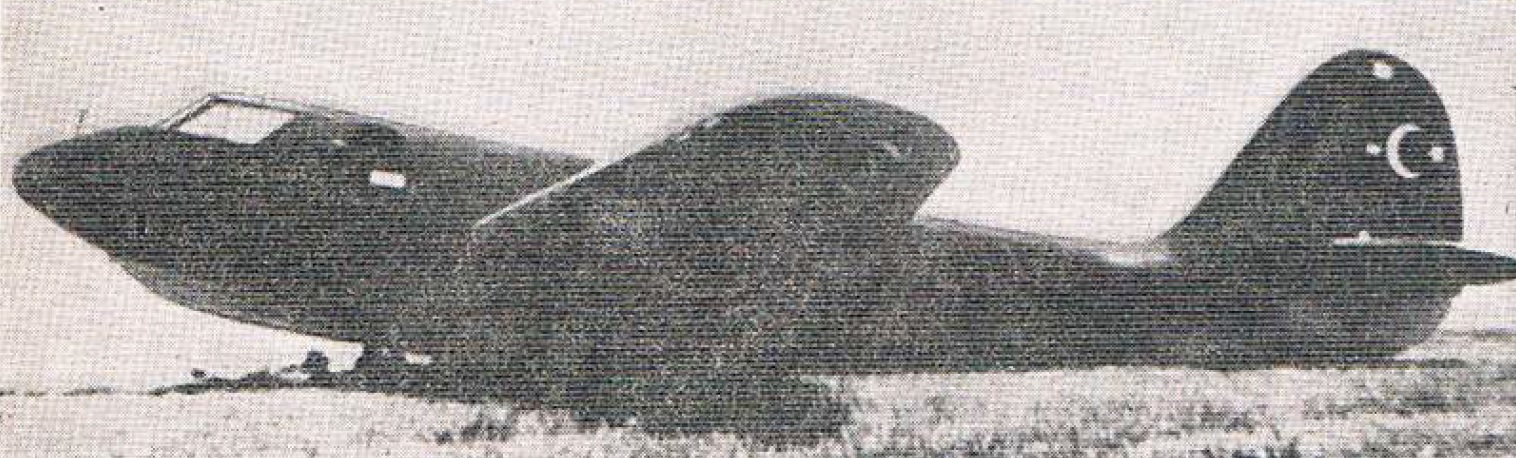
Szybowiec THK-1

W zakładach Türk Hava Kurumu zatrudnienie znalazło kilkudziesięciu polskich inżynierów ewakuowanych z kraju po 17 września 1939. Inżynier Jerzy Wędrychowski, kierujący zakładem, dążył do opracowywania własnych konstrukcji. Pozwoliłoby to konstruktorom trenować swoje umiejętności, poszukiwać nowych rozwiązań oraz szkolić tureckich inżynierów zatrudnionych w wytwórni.
W 1941 konstruktorzy przystąpili do opracowywania projektu szybowca transportowego. Zainteresowanie tego typu konstrukcją wynikało z sukcesów niemieckich wojsk powietrzno-desantowych, które skutecznie użyły szybowców w ataku na fort Eben-Emael, most nad Przesmykiem Korynckim i podczas desantu na Kretę. Również z powodu braku dostępu do silników zajęcie się budową szybowców dawało szanse na doprowadzenie projektu do fazy lotnej.
Prace konstrukcyjne i budowę płatowca rozpoczęto w 1942, przy ich okazji prowadzono również szkolenie tureckich techników i kreślarzy. W 1943 wykonano ostatni etap prac, łącznie przez dwa lata zespół konstrukcyjny przepracował 29 000 roboczogodzin przy szybowcu. Prototyp nie wzbudził zainteresowania armii tureckiej, która nie zgodziła się na udostępnienie samolotu w roli holownika i wykonania oblotu. Z braku miejsca w hangarze był przechowywany na lotnisku, gdzie pod wpływem warunków atmosferycznych uległ zniszczeniu.

## Konstrukcja
Wojskowy szybowiec transportowy w układzie dolnopłatu o konstrukcji drewnianej.
Kadłub o konstrukcji półskorupowej w przedniej części mieścił dwuosobową kabinę pilotów za którą znajdował się przedział ładunkowy z miejscami dla dziesięciu żołnierzy desantu. W przedniej i tylnej części kadłuba znajdowały się drzwi wejściowe. Skrzydło dwudźwigarowe kryte sklejką, lotki płótnem. Stałe sloty zamontowane na krawędzi natarcia, na dolnej płaszczyźnie skrzydeł zamontowano pałąki zabezpieczające je przed kontaktem z ziemią. Podwozie składało się z podkadłubowej płozy amortyzowanej piłkami futbolowymi oraz płozy ogonowej. Do startu planowano stosować podwozie kołowe odrzucane po starcie.